# 이타쿠라 가쓰나가
이타쿠라 가쓰나가(일본어: 板倉勝長, 1761년 8월 25일 ~ 1815년 5월 20일)는 일본 에도 시대의 다이묘로, 후쿠시마번의 8대 번주이다. 관위는 종5위하, 나이젠노카미이다. 시게마사 류 이타쿠라 가(重昌流板倉家) 제11대 당주.
호레키 11년(1761년), 선대 번주 이타쿠라 가쓰노리의 둘째 아들로 태어났다. 안에이 4년 12월, 아버지가 사망하면서 가문을 계승하고 번주직에 올랐다. 재임 중 영내에서 기근이 발생하였고, 오사카 가반으로 재직 중에 오사카성에 화재가 일어나면서, 번 재정이 궁핍해졌다. 그래서 소마 나카무라 번으로부터 노나카 한우에몬을 초빙하는 등 번 재정의 재건에 힘썼다. 분카 12년(1815년)에 사망하였고, 맏아들 가쓰토시가 그 뒤를 이었다.
| 전임 이타쿠라 가쓰노리 | 제8대 후쿠시마번 번주 (이타쿠라 가문) 1776년 ~ 1815년 | 후임 이타쿠라 가쓰토시 |